# Pigen fra de store Skove
Pigen fra de store Skove er en amerikansk stumfilm fra 1919 af Edwin Carewe.

## Medvirkende
- Viola Dana som Madelon MacTavish
- Wheeler Oakman som Burr Gordon
- Joe King som Lot Gordon
- Edward Connelly som Sandy MacTavish
- Pat O'Malley som Richard MacTavish